# Olší (kraj Wysoczyna)
Olší – gmina w Czechach, w powiecie Igława, w kraju Wysoczyna.
1 stycznia 2017 gminę zamieszkiwało 68 osób, a ich średni wiek wynosił 36,8 roku.